# 國中籃球聯賽
國中籃球聯賽（英語：Junior High School Basketball League，簡稱：JHBL）為中華民國教育部於1989年11月2日創立的國中校際間的籃球運動聯賽。

## 簡史
- 1989年（78學年度）起，開辦國民中等學校籃球聯賽。
- 1990年（79學年度）至1992年（81學年度），與高中聯賽同步，為充分發揮各校校際聯盟之功能，加強校園內生動活潑之運動風氣，將競賽改採地區、自強兩聯盟主、客場制之方式進行。
- 1993年（82學年度），競賽分組將自強、地區兩聯盟改名為甲組、乙組兩聯盟。
- 1997年（86學年度），更名為甲乙級。
- 2014年（103學年度），恢復電視轉播，由FOX體育台轉播20場賽事。
- 2017年（106學年度），UNDER ARMOUR與高中體總簽訂3年合約，成為官方贊助夥伴[1]。
- 2021年（109學年度），JHBL轉播單位終於拍板定案，將由東森超視接手[2]。
- 2023年（112學年度），新學年度JHBL轉播單位由民視台灣台接手。[2]

## 甲級歷年名次

### 男生組
| 學年度    | 第一名   | 第二名   | 第三名   | 第四名   | 第五名   | 第六名   | 第七名   | 第八名   |
| --------- | -------- | -------- | -------- | -------- | -------- | -------- | -------- | -------- |
| 89學年度  | 高縣梓官 | 北市新民 | 高市七賢 | 苗縣大倫 | 北市金華 | 苗縣明仁 | 北縣五峰 | 北市永吉 |
| 90學年度  | 北市新民 | 北市金華 | 高市七賢 | 苗縣大倫 | 北市木柵 | 高縣梓官 | 北縣蘆洲 | 北縣光榮 |
| 91學年度  | 高市七賢 | 高縣梓官 | 北縣光榮 | 北市金華 | 北市仁愛 | 北縣永和 | 苗縣明仁 | 投縣水里 |
| 92學年度  | 高縣梓官 | 北市大安 | 高市七賢 | 北市木柵 | 彰縣埔鹽 | 北市金華 | 北市新民 | 北縣光榮 |
| 93學年度  | 北市金華 | 高縣梓官 | 高市七賢 | 苗縣大倫 | 北市新民 | 北市永吉 | 北縣永和 | 北縣光榮 |
| 94學年度  | 高市七賢 | 北縣光榮 | 苗縣大倫 | 北市金華 | 北市新民 | 高縣梓官 | 北市永吉 | 北市麗山 |
| 95學年度  | 苗縣明仁 | 北市金華 | 北市信義 | 高市七賢 | 基市正濱 | 北縣永和 | 高縣梓官 | 苗縣大倫 |
| 96學年度  | 高縣梓官 | 苗縣明仁 | 北市信義 | 北縣光榮 | 北市木柵 | 高市七賢 | 北市金華 | 北縣永和 |
| 97學年度  | 苗縣大倫 | 苗縣明仁 | 花縣自強 | 北縣永和 | 高縣梓官 | 北市信義 | 高市七賢 | 北市新民 |
| 98學年度  | 花縣自強 | 苗縣明仁 | 北縣光榮 | 苗縣大倫 | 北縣永和 | 屏縣麟洛 | 北市金華 | 宜縣復興 |
| 99學年度  | 苗縣明仁 | 北市永吉 | 宜縣復興 | 新北永和 | 屏縣麟洛 | 花縣自強 | 苗縣大倫 | 高市七賢 |
| 100學年度 | 北市金華 | 苗縣大倫 | 桃縣大成 | 宜縣復興 | 苗縣明仁 | 新北光榮 | 北市信義 | 花縣自強 |
| 101學年度 | 北市金華 | 投縣埔里 | 苗縣明仁 | 新北永和 | 苗縣大倫 | 桃縣大成 | 新北光榮 | 高市七賢 |
| 102學年度 | 苗縣明仁 | 北市金華 | 花縣自強 | 苗縣大倫 | 宜縣復興 | 北市永吉 | 投縣埔里 | 北市信義 |
| 103學年度 | 北市金華 | 苗縣明仁 | 高市七賢 | 花縣自強 | 北市永吉 | 苗縣大倫 | 桃市大成 | 北市新民 |
| 104學年度 | 花縣自強 | 苗縣明仁 | 北市金華 | 桃市大成 | 北市信義 | 苗縣大倫 | 北市永吉 | 新北光榮 |
| 105學年度 | 南市太子 | 北市信義 | 苗縣明仁 | 北市永吉 | 北市金華 | 苗縣大倫 | 新北光榮 | 桃市大成 |
| 106學年度 | 北市金華 | 苗縣明仁 | 北市永吉 | 新北光榮 | 桃市大成 | 北市新民 | 苗縣大倫 | 中市崇倫 |
| 107學年度 | 苗縣明仁 | 中市神岡 | 北市永吉 | 北市金華 | 北市信義 | 花縣自強 | 南市太子 | 彰縣溪湖 |
| 108學年度 | 苗縣大倫 | 新北安康 | 北市金華 | 苗縣明仁 | 北市信義 | 新北光榮 | 北市永吉 | 彰縣溪湖 |
| 109學年度 | 新北安康 | 北市信義 | 苗縣大倫 | 苗縣明仁 | 新北光榮 | 投縣埔里 | 北市永吉 | 新北中和 |
| 110學年度 | 北市金華 | 投縣埔里 | 新北安康 | 北市永吉 | 苗縣明仁 | 花縣玉里 | 中市崇倫 | 桃市大成 |
| 111學年度 | 北市金華 | 新北安康 | 北市信義 | 中市神岡 | 花縣自強 | 苗縣明仁 | 北市永吉 | 北市大安 |
| 112學年度 | 北市信義 | 北市金華 | 新北安康 | 北市大安 | 彰縣溪湖 | 苗縣明仁 | 苗縣大倫 | 北市永吉 |
| 113學年度 | 北市金華 | 北市信義 | 投縣埔里 | 彰縣溪湖 | 新北光榮 | 高市鳳甲 | 桃市大成 | 苗縣大倫 |

### 女生組
| 學年度    | 第一名   | 第二名   | 第三名   | 第四名   | 第五名   | 第六名   | 第七名   | 第八名   |
| --------- | -------- | -------- | -------- | -------- | -------- | -------- | -------- | -------- |
| 89學年度  | 北市金華 | 桃縣龍岡 | 南市中山 | 高縣忠孝 | 嘉市嘉義 | 北市懷生 | 高市七賢 | 北市石牌 |
| 90學年度  | 高市七賢 | 高縣仁武 | 北市石牌 | 北市民族 | 北縣永平 | 北市懷生 | 嘉市嘉義 | 雲縣土庫 |
| 91學年度  | 雲縣土庫 | 高市七賢 | 高縣仁武 | 北市石牌 | 北市民族 | 南市復興 | 嘉市嘉義 | 北市金華 |
| 92學年度  | 雲縣土庫 | 北市懷生 | 北市民族 | 高市中山 | 嘉市嘉義 | 北縣永平 | 北市石牌 | 北市金華 |
| 93學年度  | 南縣永仁 | 高市七賢 | 北市石牌 | 北市懷生 | 北縣永平 | 北市民族 | 嘉市嘉義 | 北縣光榮 |
| 94學年度  | 南縣永仁 | 高市七賢 | 北市懷生 | 北市石牌 | 基市正濱 | 高縣普門 | 北縣光榮 | 北市民族 |
| 95學年度  | 南縣永仁 | 北市懷生 | 高市七賢 | 北市民族 | 高縣普門 | 北市石牌 | 高縣仁武 | 北市陽明 |
| 96學年度  | 高市七賢 | 北縣海山 | 南縣永仁 | 北市懷生 | 北市石牌 | 基市正濱 | 高縣仁武 | 北市民族 |
| 97學年度  | 北市石牌 | 南縣永仁 | 北市懷生 | 北縣五峰 | 高縣普門 | 北市民族 | 高市七賢 | 北縣光榮 |
| 98學年度  | 南縣永仁 | 北市懷生 | 基市正濱 | 嘉市嘉義 | 高縣仁武 | 高市七賢 | 北市石牌 | 北縣五峰 |
| 99學年度  | 南市永仁 | 北市懷生 | 北市石牌 | 宜縣員山 | 基市正濱 | 雲縣土庫 | 新北海山 | 高市七賢 |
| 100學年度 | 南市永仁 | 北市懷生 | 雲縣土庫 | 北市石牌 | 宜縣員山 | 北市民族 | 高市七賢 | 高市仁武 |
| 101學年度 | 南市永仁 | 北市懷生 | 北市石牌 | 雲縣土庫 | 北市實踐 | 北市民族 | 高市七賢 | 宜縣員山 |
| 102學年度 | 北市石牌 | 高市仁武 | 南市永仁 | 宜縣員山 | 北市民族 | 北市懷生 | 北市實踐 | 桃縣大成 |
| 103學年度 | 北市懷生 | 高市七賢 | 北市民族 | 北市實踐 | 南市永仁 | 北市石牌 | 高市普門 | 高市仁武 |
| 104學年度 | 南市永仁 | 宜縣員山 | 北市石牌 | 北市懷生 | 南市太子 | 高市普門 | 苗縣大倫 | 嘉縣水上 |
| 105學年度 | 南市永仁 | 北市石牌 | 南市太子 | 苗縣大倫 | 北市懷生 | 北市民族 | 高市七賢 | 新北光榮 |
| 106學年度 | 南市永仁 | 北市懷生 | 北市民族 | 宜縣員山 | 高市七賢 | 北市石牌 | 桃市大成 | 苗縣大倫 |
| 107學年度 | 苗縣大倫 | 北市民族 | 南市永仁 | 宜縣復興 | 高市七賢 | 南市太子 | 宜縣員山 | 高市普門 |
| 108學年度 | 宜縣復興 | 北市民族 | 南市永仁 | 高市七賢 | 苗縣大倫 | 高市普門 | 北市懷生 | 南市太子 |
| 109學年度 | 北市民族 | 苗縣大倫 | 北市懷生 | 北市陽明 | 南市永仁 | 中市漢口 | 宜縣復興 | 高市七賢 |
| 110學年度 | 北市民族 | 南市永仁 | 苗縣大倫 | 中市漢口 | 北市景興 | 北市陽明 | 新北永和 | 高市普門 |
| 111學年度 | 北市民族 | 北市懷生 | 南市永仁 | 新北永和 | 苗縣大倫 | 桃市大成 | 中市漢口 | 花縣自強 |
| 112學年度 | 北市民族 | 南市永仁 | 北市懷生 | 苗縣大倫 | 雲縣土庫 | 新北永和 | 北市陽明 | 高市七賢 |
| 113學年度 | 北市民族 | 南市永仁 | 北市陽明 | 北市懷生 | 雲縣土庫 | 桃市大成 | 新北永和 | 高市七賢 |

## 乙級歷年名次

### 男生組
| 學年度    | 第一名   | 第二名   | 第三名   | 第四名   | 第五名   | 第六名   | 第七名   | 第八名   |
| --------- | -------- | -------- | -------- | -------- | -------- | -------- | -------- | -------- |
| 89學年度  | 宜縣壯圍 | 彰縣埔鹽 | 桃縣凌雲 | 宜縣復興 | 桃縣青溪 | 屏縣明正 | 高市明義 | 彰縣溪湖 |
| 90學年度  | 宜縣復興 | 北縣中和 | 桃縣東安 | 南縣永康 | 桃縣凌雲 | 彰縣埔鹽 | 彰縣大同 | 投縣民和 |
| 91學年度  | 宜縣壯圍 | 基市正濱 | 投縣民和 | 桃縣青溪 | 雲縣雲林 | 嘉市南興 | 北縣中正 | 高市中山 |
| 92學年度  | 基市正濱 | 北市信義 | 縣立中和 | 彰縣溪湖 | 屏縣萬丹 | 花縣自強 | 嘉市南興 | 南縣新榮 |
| 93學年度  | 彰縣溪湖 | 基市正濱 | 基市建德 | 彰化永靖 | 花縣自強 | 北縣中山 | 屏縣明正 | 東縣新生 |
| 94學年度  | 基市正濱 | 北縣頭前 | 基市銘傳 | 花縣自強 | 中縣神岡 | 屏縣明正 | 彰縣溪湖 | 中市雙十 |
| 95學年度  | 北縣頭前 | 宜縣復興 | 彰縣溪湖 | 彰化永靖 | 苗縣通霄 | 高縣鳳甲 | 雲縣斗南 | 北縣中和 |
| 96學年度  | 花縣玉里 | 宜縣復興 | 彰縣溪湖 | 北縣頭前 | 南縣新榮 | 嘉市南興 | 北市大安 | 南市崇明 |
| 97學年度  | 彰縣溪湖 | 南市和順 | 雲縣雲林 | 中縣豐陽 | 桃縣大成 | 苗縣通霄 | 北縣頭前 | 北市大安 |
| 98學年度  | 苗縣通霄 | 東縣關山 | 南市和順 | 北縣五股 | 彰縣溪湖 | 花縣國風 | 基市明德 | 雲縣雲林 |
| 99學年度  | 新北蘆洲 | 宜縣南澳 | 彰縣溪湖 | 宜縣壯圍 | 中市豐陽 | 南市和順 | 北縣五股 | 嘉縣水上 |
| 100學年度 | 彰縣溪湖 | 宜縣國華 | 中市豐陽 | 宜縣南澳 | 中市大華 | 北市新民 | 基市正濱 | 中市立新 |
| 101學年度 | 新北三峽 | 彰縣溪湖 | 基市正濱 | 南市東原 | 中市豐陽 | 宜縣南澳 | 中市大華 | 苗縣通霄 |
| 102學年度 | 彰縣溪湖 | 中市豐陽 | 南市復興 | 宜縣壯圍 | 基市正濱 | 新北三峽 | 宜縣國華 | 中市清水 |
| 103學年度 | 彰縣溪湖 | 南市東原 | 嘉縣水上 | 新北中和 | 桃縣東興 | 新北三峽 | 宜縣壯圍 | 中市龍津 |
| 104學年度 | 宜縣壯圍 | 中市豐陽 | 宜縣中華 | 南市東原 | 新北中和 | 新北五峰 | 高市青年 | 中市五權 |
| 105學年度 | 宜縣國華 | 彰縣溪湖 | 宜縣壯圍 | 中市立新 | 新北中和 | 新北福和 | 雲縣崇德 | 嘉縣水上 |
| 106學年度 | 宜縣中華 | 基市銘傳 | 彰縣溪湖 | 新北三峽 | 花縣花崗 | 澎湖馬公 | 中市立新 | 彰縣伸港 |
| 107學年度 | 新北福和 | 宜縣中華 | 高市鳳甲 | 彰縣永靖 | 桃市建國 | 宜縣羅東 | 中市育英 | 屏縣恆春 |
| 108學年度 | 基市銘傳 | 南市復興 | 高市鳳甲 | 南市東原 | 宜縣南澳 | 基市正濱 | 東縣新生 | 新北三峽 |
| 109學年度 | 基市銘傳 | 嘉縣水上 | 桃市建國 | 南市大灣 | 南市中山 | 新北五股 | 北市龍門 | 中市立人 |
| 110學年度 | 中市豐陽 | 南市中山 | 桃市自強 | 基市銘傳 | 嘉縣水上 | 新北中正 | 宜縣南澳 | 雲縣雲林 |
| 111學年度 | 基市銘傳 | 宜縣文化 | 高市青年 | 中市成功 | 宜縣壯圍 | 桃市龍岡 | 東縣新生 | 雲縣雲林 |
| 112學年度 | 基市銘傳 | 桃市大竹 | 中市育英 | 中市成功 | 宜縣中華 | 南市中山 | 宜縣復興 | 嘉縣水上 |
| 113學年度 | 基市銘傳 | 桃市自強 | 投縣宏仁 | 新北五股 | 高市青年 | 新北安康 | 澎縣馬公 | 中市成功 |

### 女生組
| 學年度    | 第一名   | 第二名   | 第三名   | 第四名   | 第五名   | 第六名   | 第七名   | 第八名   |
| --------- | -------- | -------- | -------- | -------- | -------- | -------- | -------- | -------- |
| 89學年度  | 基市正濱 | 北市民族 | 雲縣崙背 | 北縣福營 | 桃縣建國 | 彰縣溪湖 | 東縣關山 | 南市崇明 |
| 90學年度  | 基市正濱 | 投縣水里 | 彰縣溪湖 | 南市復興 | 宜縣文化 | 桃縣建國 | 雲縣崙背 | 花縣玉里 |
| 91學年度  | 基市正濱 | 彰縣溪湖 | 北縣光榮 | 南市中山 | 雲縣雲林 | 桃縣建國 | 北市信義 | 東縣新港 |
| 92學年度  | 彰縣溪湖 | 基市正濱 | 桃縣建國 | 北縣光榮 | 南縣永仁 | 宜縣國華 | 雲縣雲林 | 東縣新港 |
| 93學年度  | 彰縣溪湖 | 基市正濱 | 南市中山 | 花縣花崗 | 雲縣土庫 | 苗縣大倫 | 東縣新生 | 北市信義 |
| 94學年度  | 彰縣溪湖 | 北市陽明 | 東縣新生 | 高市中山 | 雲縣雲林 | 苗縣通霄 | 宜縣壯圍 | 桃縣龍岡 |
| 95學年度  | 宜縣復興 | 雲縣雲林 | 北縣海山 | 花縣花崗 | 東縣新生 | 雲縣土庫 | 桃縣建國 | 東縣鹿野 |
| 96學年度  | 高縣普門 | 北縣五峰 | 東縣新生 | 苗縣明仁 | 彰縣溪湖 | 花縣國風 | 北市陽明 | 雲縣土庫 |
| 97學年度  | 彰縣溪湖 | 東縣新生 | 桃縣大成 | 北縣海山 | 宜縣文化 | 花縣國風 | 嘉縣民雄 | 南縣安定 |
| 98學年度  | 苗縣明仁 | 東縣新生 | 花縣國風 | 宜縣文化 | 高縣普門 | 雲縣雲林 | 北縣海山 | 東縣知本 |
| 99學年度  | 東縣新生 | 花縣國風 | 花縣自強 | 東縣鹿野 | 宜縣礁溪 | 東縣關山 | 基市安樂 | 高市中山 |
| 100學年度 | 東縣新生 | 東縣鹿野 | 花縣國風 | 南市山上 | 宜縣復興 | 新北光榮 | 雲縣雲林 |          |
| 101學年度 | 南市山上 | 花縣自強 | 東縣新生 | 花縣國風 | 宜縣國華 | 苗縣明仁 | 東縣關山 | 高市中山 |
| 102學年度 | 新北光榮 | 苗縣明仁 | 花縣自強 | 竹市光華 | 南市太子 | 東縣新生 | 嘉縣水上 | 中市北新 |
| 103學年度 | 南市太子 | 東縣新生 | 苗縣大倫 | 苗縣明仁 | 新北光榮 | 花縣國風 | 中市北新 | 東縣關山 |
| 104學年度 | 桃市大成 | 苗縣明仁 | 東縣新生 | 基市正濱 | 竹市培英 | 中市龍津 | 高市中山 | 彰縣永靖 |
| 105學年度 | 竹市培英 | 東縣新生 | 桃市大成 | 東縣關山 | 花縣國風 | 雲縣土庫 | 宜縣復興 | 屏縣明正 |
| 106學年度 | 宜縣復興 | 雲縣土庫 | 新北永和 | 苗縣明仁 | 東縣新生 | 嘉市嘉義 | 花縣國風 | 彰縣伸港 |
| 107學年度 | 桃市龍岡 | 新北安康 | 北市陽明 | 東縣新生 | 雲縣土庫 | 新北永和 | 彰縣伸港 | 高市中山 |
| 108學年度 | 北市陽明 | 新北永和 | 雲縣土庫 | 基市銘傳 | 彰縣伸港 | 嘉義水上 | 桃市龍岡 | 南市後甲 |
| 109學年度 | 桃市大成 | 雲縣土庫 | 花縣自強 | 基市銘傳 | 竹市培英 | 中市神岡 | 南市後甲 | 南市太子 |
| 110學年度 | 雲縣土庫 | 花縣國風 | 桃市龍岡 | 嘉縣水上 | 南市中山 | 桃市大成 | 竹市培英 | 屏縣鹽埔 |
| 111學年度 | 高市鳳甲 | 宜縣復興 | 雲縣土庫 | 中市神岡 | 嘉縣水上 | 竹市培英 | 花縣國風 | 桃市龍岡 |
| 112學年度 | 宜縣復興 | 嘉縣水上 | 宜縣文化 | 高市民族 | 桃市幸福 | 竹市培英 | 中市忠明 | 屏縣鹽埔 |
| 113學年度 | 基市銘傳 | 高市民族 | 中市忠明 | 宜縣復興 | 宜縣文化 | 嘉縣水上 | 南市中山 | 桃市幸福 |

## 78~88學年度歷年名次

### 男生組
| 組別     | 學年度   | 第一名   | 第二名   | 第三名   | 第四名   | 第五名   | 第六名   | 第七名   | 第八名   |
| -------- | -------- | -------- | -------- | -------- | -------- | -------- | -------- | -------- | -------- |
| 男生組   | 78學年度 | 北市大安 | 中縣豐南 | 高縣梓官 | 北縣永和 | 宜縣蘇澳 | 南縣歸仁 |          |          |
| 自強聯盟 | 79學年度 | 北市大安 | 高師附中 | 高縣梓官 | 宜縣蘇澳 | 苗縣大倫 | 北縣永和 | 南縣歸仁 | 中縣豐南 |
| 地區聯盟 | 79學年度 | 花縣花崗 | 北市木柵 | 澎縣馬公 | 中市居仁 | 基市正濱 | 北縣光榮 | 雲縣西螺 | 嘉市大業 |
| 自強聯盟 | 80學年度 | 高縣梓官 | 北市大安 | 高師附中 | 苗縣大倫 | 北縣永和 | 澎縣馬公 | 南縣新化 | 宜縣蘇澳 |
| 地區聯盟 | 80學年度 | 屏縣大同 | 北縣光榮 | 基市正濱 | 高市七賢 | 中市大德 | 桃縣青溪 | 彰縣溪湖 | 宜縣中華 |
| 自強聯盟 | 81學年度 | 高縣梓官 | 北市大安 | 北市陽明 | 苗縣大倫 | 投縣埔里 | 澎縣馬公 | 宜縣蘇澳 | 桃縣青溪 |
| 地區聯盟 | 81學年度 | 金縣金湖 | 北縣金山 | 投縣水里 | 高市七賢 | 彰縣溪湖 | 花縣國風 |          |          |
| 甲組聯盟 | 82學年度 | 北市大安 | 投縣埔里 | 北市陽明 | 北縣金山 | 澎縣馬公 | 北縣永和 | 高縣梓官 | 投縣水里 |
| 乙組聯盟 | 82學年度 | 基市正濱 | 中市崇德 | 南縣歸仁 | 南市後甲 | 花縣花崗 | 北市古亭 | 金門金城 | 投縣民和 |
| 甲組     | 83學年度 | 高縣梓官 | 北市大安 | 澎縣馬公 | 投縣水里 | 北縣永和 | 基市正濱 | 苗縣大倫 | 投縣埔里 |
| 乙組     | 83學年度 | 高市國光 | 投縣民和 | 北縣中正 | 彰縣溪湖 | 北市仁愛 | 花縣新城 | 桃縣新明 | 東縣新生 |
| 甲組     | 84學年度 | 高縣梓官 | 苗縣大倫 | 彰縣溪湖 | 投縣水里 | 北市大安 | 北縣永和 | 宜縣蘇澳 | 澎縣馬公 |
| 乙組     | 84學年度 | 北市木柵 | 高縣鳳山 | 北縣五峰 | 花縣玉里 | 苗縣三義 | 中縣神岡 | 南市大成 | 高市七賢 |
| 甲組     | 85學年度 | 高縣梓官 | 北市大安 | 投縣水里 | 基市正濱 | 苗縣大倫 | 宜縣蘇澳 | 高市七賢 | 北縣永和 |
| 乙組     | 85學年度 | 金縣金沙 | 投縣民和 | 桃縣壽山 | 中市大德 | 苗縣明仁 | 桃縣青溪 | 高縣寶來 | 中市至善 |
| 男生組   | 86學年度 | 高市七賢 | 高縣梓官 | 北市大安 | 宜縣蘇澳 | 苗栗大倫 | 北縣永和 | 苗栗頭屋 | 中縣神岡 |
| 男生組   | 87學年度 | 高縣梓官 | 高市七賢 | 苗縣大倫 | 南投水里 | 宜縣頭城 | 苗縣明仁 | 北市木柵 | 彰縣溪湖 |
| 男生組   | 88學年度 | 高縣梓官 | 高市七賢 | 苗縣明仁 | 南縣新化 | 嘉縣昇平 | 北市新民 | 澎縣馬公 | 北市永吉 |

### 女生組
| 組別     | 學年度   | 第一名   | 第二名   | 第三名   | 第四名   | 第五名   | 第六名   | 第七名   | 第八名   |
| -------- | -------- | -------- | -------- | -------- | -------- | -------- | -------- | -------- | -------- |
| 女生組   | 78學年度 | 高市七賢 | 北市陽明 | 南市後甲 | 高師附中 | 北縣淡水 | 北市懷生 |          |          |
| 自強聯盟 | 79學年度 | 北市陽明 | 北縣淡水 | 北市懷生 | 高市七賢 | 北縣光榮 | 彰縣溪湖 | 高師附中 | 南市後甲 |
| 地區聯盟 | 79學年度 | 南市中山 | 北市中山 | 投縣大成 | 東縣新生 | 中市大德 | 宜縣蘇澳 | 嘉市大業 | 北市信義 |
| 自強聯盟 | 80學年度 | 北市陽明 | 北縣淡水 | 北縣光榮 | 南市中山 | 彰縣溪湖 | 高市七賢 | 嘉市嘉義 | 北市懷生 |
| 地區聯盟 | 80學年度 | 北市大安 | 高市前金 | 投縣大成 | 宜縣蘇澳 | 中市大德 | 高縣忠孝 | 基市中正 | 北市民族 |
| 自強聯盟 | 81學年度 | 高市七賢 | 彰縣溪湖 | 北縣淡水 | 北市懷生 | 南市中山 | 北市大安 | 北市陽明 | 嘉市嘉義 |
| 地區聯盟 | 81學年度 | 花縣花崗 | 宜縣南安 | 北市民族 | 投縣水里 | 高縣忠孝 | 苗縣頭屋 | 南縣新化 | 竹市光華 |
| 甲組聯盟 | 82學年度 | 北市懷生 | 高市七賢 | 北市陽明 | 北縣光榮 | 宜縣南安 | 北縣淡水 | 彰縣溪湖 |          |
| 乙組聯盟 | 82學年度 | 桃縣建國 | 高縣忠孝 | 嘉市嘉義 | 花縣三民 | 北市長市 | 投縣水里 | 北市民族 | 東縣知本 |
| 甲組     | 83學年度 | 高市七賢 | 北縣光榮 | 北市陽明 | 彰縣溪湖 | 北市懷生 | 嘉市嘉義 | 北縣淡水 | 高縣忠孝 |
| 乙組     | 83學年度 | 北市長安 | 南市中山 | 花縣花崗 | 桃縣龍崗 | 花縣新城 | 東縣知本 | 雲縣崙背 | 投縣埔里 |
| 甲組     | 84學年度 | 高市七賢 | 北縣光榮 | 北市陽明 | 北縣淡水 | 北市長安 | 南市中山 | 北市懷生 | 高縣忠孝 |
| 乙組     | 84學年度 | 桃縣龍岡 | 金縣金湖 | 桃縣建國 | 北市民族 | 中縣霧峰 | 南市後甲 | 東縣知本 | 高市明義 |
| 甲組     | 85學年度 | 北縣淡水 | 高縣忠孝 | 高市七賢 | 嘉市嘉義 | 北市懷生 | 桃縣龍岡 | 金縣金湖 | 南市中山 |
| 乙組     | 85學年度 | 桃縣建國 | 桃縣平興 | 彰縣溪湖 | 雲縣崙背 | 北市信義 | 投縣水里 | 高市旗津 | 花蓮玉里 |
| 女生組   | 86學年度 | 高縣忠孝 | 桃縣青溪 | 高市七賢 | 北縣淡水 | 北市民族 | 南市中山 | 彰縣溪湖 | 北縣光榮 |
| 女生組   | 87學年度 | 高市七賢 | 高縣忠孝 | 南市中山 | 嘉市嘉義 | 北市民族 | 北縣淡水 | 桃縣青溪 | 宜縣復興 |
| 女生組   | 88學年度 | 北市金華 | 嘉市嘉義 | 北市民族 | 南市中山 | 高市七賢 | 桃縣龍崗 | 北縣淡水 | 雲縣土庫 |

## 個人獎項

### 106學年度
- MVP：陳將(金華國中)／蔡幸瑜(永仁國中)
- 得分王/后：阮致安(新民國中)／邱昱珺(石牌國中)
- 籃板王/后：蔡宸綱(光榮國中)／郭虹廷(七賢國中)
- 助攻王/后：張東庭(光榮國中)／傅韻臻(永仁國中)
- 抄截王/后：張東庭(光榮國中)／卓妤倢(員山國中)

### 107學年度
- MVP：宋昕澔（明仁國中）／游沁樺（大倫國中）
- 阻攻王/后：傅發翔（溪湖國中）／游沁樺（大倫國中）
- 籃板王/后：史魯齊（神岡國中）／蕭豫玟（七賢國中）
- 助攻王/后：孫琦森（明仁國中）／傅韻臻（永仁高中）
- 抄截王/后：林子桓（金華國中）、羅羽翔（太子國中)／宋瑞蓁（民族國中）

### 108學年度
- 籃板王／后：李俊廷（金華國中）／蕭豫玟（七賢國中）
- 阻攻王／后：曹振輝（溪湖國中）／蕭豫玟（七賢國中）
- 抄截王／后：張峻皓（信義國中）、游易融（安康高中）／謝蕎亦（大倫國中）
- 助攻王／后：邱翊安（大倫國中）／王筱慶（普門國中）
- 冠軍賽MVP：邱翊安（大倫國中）／張聿嵐（復興國中）

### 109學年度
- 籃板王／后：葉旭森（永吉國中）／蔡幸霏（永仁國中）
- 阻攻王／后：葉旭森（永吉國中）／米靖恩（大倫國中）
- 抄截王／后：莊杰閎（中和國中）／米靖恩（大倫國中）
- 助攻王／后：王翊仲（安康高中）／米靖恩（大倫國中）
- 冠軍賽MVP：王翊仲（安康高中）／黃子芸（民族實中）
- 最佳教練：馬澤閎（安康高中）／許秀勉（民族實中）

### 110學年度
- 籃板王／后：陳相榮（永吉國中）／蔡幸霏（永仁國中）
- 阻攻王／后：傅雋堯（金華國中）／徐郁婷（大倫國中）、許語珊（景興國中）
- 抄截王／后：林允翔（玉里國中）／彭郁榛（大倫國中）
- 助攻王／后：林東鴻（大成國中）／彭郁榛（大倫國中）
- 冠軍賽MVP：蔡昇峰（金華國中）／潘陳家姍（民族實中）
- 最佳教練：吳正杰（金華國中）／許秀勉（民族實中）

### 111學年度
- 籃板王／后：林宥慶（明仁國中）／馮佳萍（自強國中）
- 阻攻王／后：李定洋（永吉國中）／周妘（永仁國中）
- 抄截王／后：林子平（安康高中）／賴沛芸（漢口國中）
- 助攻王／后：全億（明仁國中）／鄭敬璇（永和國中）
- 冠軍賽MVP：周佑承（金華國中）／王若妍（民族實中）
- 最佳教練：鄭皓為（金華國中）／許秀勉（民族實中）

### 112學年度
- 籃板王／后：謝瑋恩（明仁國中）、張彥磊(永吉國中)／喬麗爾（永仁國中）
- 阻攻王／后：任語璿（信義國中）／喬麗爾（永仁國中）
- 抄截王／后：余玄騰（安康高中）／林念臻（民族實中）
- 助攻王／后：陳彥瑜（信義國中）／林品均（永和國中）
- 冠軍賽MVP：簡紹倫（信義國中）／洪語暄（民族實中）
- 最佳教練：賴信宏（信義國中）／許秀勉（民族實中）

### 113學年度
- 籃板王／后：秦瑞瑜（光榮國中）／喬麗爾（永仁國中）
- 阻攻王／后：潘辰武（大成國中）／喬麗爾（永仁國中）
- 抄截王／后：潘辰武（大成國中）／高子喬（民族實中）
- 助攻王／后：潘辰武（大成國中）／高子喬（民族實中）
- 冠軍賽MVP：王以勒（金華國中）／蔡宇妍（民族實中）
- 最佳教練：鄭皓為（金華國中）／許秀勉（民族實中）

## 外部連結
- 中華民國高級中等學校體育總會